# Teddy Sheringham
Teddy Sheringham, född 2 april 1966 i London, är en engelsk före detta fotbollsspelare. Han har bland annat spelat för klubbarna Djurgårdens IF, Manchester United, Tottenham Hotspur, och West Ham United och Portsmouth. 
Sheringham har spelat sammanlagt 521 matcher och gjort 179 mål i Premier League. Han är den äldste utespelaren hittills som har spelat en Premier League-match. Han blev även Millwalls bäste målskytt fyra säsonger i rad 1986–1991.

## Manchester United
Sheringham hade sin storhetstid med Manchester United, då han var med och vann tre Premier League-titlar, FA-cupen, Champions League och Interkontinentalcupen.

## Meriter
- Premier League: 1999, 2000, 2001 (Manchester United)
- FA-cupen: 1999 (Manchester United)
- Champions League: 1999 (Manchester United)
- Interkontinentala cupen: 1999 (Manchester United)
- Premier Leagues skytteliga: 1993 (Tottenham Hotspur)
- VM i fotboll: 1998, 2002
- EM i fotboll: 1996

## Utmärkelser
- Riddare av Brittiska imperieorden

[Redigera Wikidata]